# Timothé Buret
Timothé Buret (Montpellier, 31 de mayo de 1995) es un piloto de automovilismo francés, actualmente inactivo.

## Carrera deportiva

### Inicios (1995-2012)
Timothé Buret nació el 31 de mayo de 1995 en Montpellier. Comienza a los diez años a participar en pruebas de motocross. Después en quad, buggy y finalmente karting, donde comenzó a competir a alto nivel en 2010. Durante tres años, Ascendió en la escala de la competencia para alcanzar un nivel internacional.
En 2013, Timothé Buret pasó a los monoplazas y participó en el campeonato VdeV, donde consiguió cuatro podios. Al año siguiente, con el equipo Palmyr, se coronó subcampeón de resistencia de la VdeV.

### Etapa en Estados Unidos (2014-2015)
En septiembre de 2014, para preparar su futuro y las siguientes temporadas, Timothé Buret realizó pruebas “satisfactorias” en Estados Unidos en el Campeonato Pro Mazda, tercera división del programa Road to Indy. Al mismo tiempo, también fue nombrado piloto reserva de China Racing en la Fórmula E para la temporada 2014-2015. Finalmente, en diciembre, Timothé Buret fue confirmado como piloto titular del Campeonato Pro Mazda en Juncos Racing. En su primera temporada terminó quinto, logrando su única victoria en el Gran Premio de Indianápolis.

### Llegada a la resistencia (2016)
En 2016, Timothé Buret se unió a la resistencia con Panis-Barthez Compétition, un nuevo equipo creado por Olivier Panis y Fabien Barthez; inscrito en LMP2 en las European Le Mans Series, participó por primera vez en su carrera en las 24 Horas de Le Mans.

## Vida privada
Dirigido por David Zollinger desde 2012, Timothé Buret tiene un bachillerato económico y social.

## Resultados del automovilismo
- 2013:
  - Campeonato VdeV de Monoplazas, 6º (1 podio)

- 2014:
  - Campeonato VdeV de Monoplazas, 4º (3 victorias)
  - Campeonato VdeV de Resistencia, 2º (5 podios)
  - Fórmula E, piloto reserva de China Racing

- 2015:
  - Campeonato Pro Mazda Winterfest, 9º
  - Campeonato Pro Mazda, 5º (1 victoria)

- 2016:
  - Toyota Racing Series, 15.º
  - European Le Mans Series, 13.º